# Ejército Revolucionario Filipino

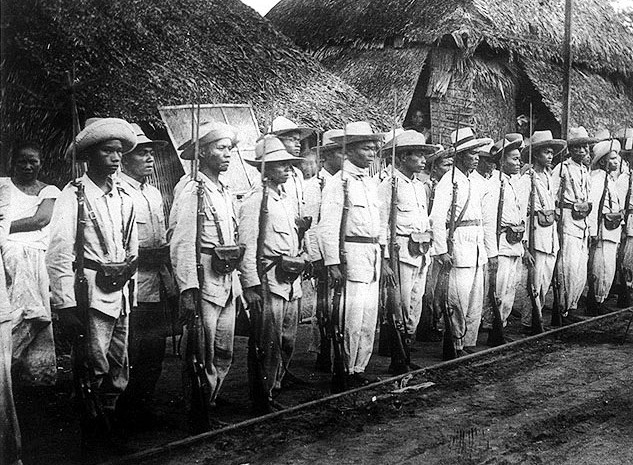
Un grupo de soldados filipinos en 1899.

El Ejército en la República Filipina fue fundado el 22 de marzo de 1897 en Cavite. El general Artemio Ricarte fue el primer Capitán General. Esta fuerza armada del gobierno revolucionario de Emilio Aguinaldo sustituyó al Katipunan.